# Mivv
MIVV (acronimo di Metal Industria Val Vibrata) è un'azienda italiana operante nel settore della progettazione e fabbricazione di impianti di scarico per il settore motociclistico.
Fondata nel 1970 a Sant'Omero (TE), dopo aver avviato negli anni Settanta e Ottanta produzioni prevalentemente per il settore auto, a metà degli anni Novanta l'azienda ha iniziato a sviluppare prodotti per il settore motociclistico.
Mivv propone sistemi di scarico per tutti i segmenti del mercato delle due ruote, distribuendo la propria gamma in oltre quaranta paesi nel mondo.
L’azienda è presente anche in ambito motorsport. Nel 2006 Mivv ha vinto, in qualità di official partner del Team Honda Repsol HRC, il campionato del mondo MotoGP con Nicky Hayden.